# Circle (rockegyüttes)
A Circle finn experimental rock együttes.

## Története
1991-ben alakultak Pori városában. Jussi Lehtisalo basszusgitáros-énekes alapította. Mai napig ő az egyetlen olyan tag, aki a kezdettől fogva képviseli a zenekart. Első nagylemezüket 1994-ben adták ki. Érdekesség, hogy a lemezen kitalált nyelvű dalok hallhatók. Későbbi lemezeiken heavy metal ihletésű zene hallható. Zenéjükre főleg a Faust együttes volt hatással. Tagjai 2000-ben új együttest alapítottak, Pharaoh Overlord néven. A Circle lemezeit főleg a No Quarter Records, Ektro Records kiadók jelentetik meg, de pályafutásuk alatt több kiadó is megjelentette albumaikat (a 2017-es stúdióalbumukat például a Southern Lord Records adta ki). 2018-ban Eero Okkonen megcsinálta legóból a zenekar mását. A 2013-as "Incarnation" című albumukon death metalt is játszottak.

## Diszkográfia
Stúdióalbumok
- Meronia (1994)
- Zopalki (1996)
- Hissi (1996)
- Fraten (1997)
- Pori (1998)
- Kollekt (1998)
- Andexelt (1999)
- Prospekt (2000)
- Taantumus (2001)
- Sunrise (2002)
- Alotus (2002)
- Guillotine (2003)
- Forest (2004)
- Tulikoira (2005)
- Miljard (2006)
- Tyrant (2006)
- Tower (2007)
- Panic (2007)
- Katapult (2007)
- Hollywood (2008)
- Rautatie (2010)
- Infektio (2011)
- Noiduttu (2011)
- Rakkaus tulessa (2011)
- Giardino (2011)
- Manner (2012)
- Enharmonic Intervals (for Paschen Organ) (2013)
- Incarnation (2013)
- Frontier (2013)
- Leviatan (2014)
- Pharaoh Overlord (2015)
- Terminal (2017)